# 3321 Dasha
A 3321 Dasha (ideiglenes jelöléssel 1975 TZ2) a Naprendszer kisbolygóövében található aszteroida. Ljudmila Ivanovna Csernih fedezte fel 1975. október 3-án.